# Unterlangenegg
Unterlangenegg ist eine Einwohnergemeinde im Schweizer Kanton Bern. Sie gehört zum Verwaltungskreis Thun.

## Geographie

Luftbild von Werner Friedli (1954)

Der Ort liegt nordöstlich von Thun auf einem von West nach Ost ansteigenden Plateau zwischen der Rotachen im Norden und der Zulg im Süden. Waldpartien gibt es nur unmittelbar an der Rotachen und am Steilhang nördlich der Zulg. Grösste Siedlung ist Schwarzenegg (920 m ü. M.). Weitere grössere Weiler – alle westlich von Schwarzenegg – sind Chrüzweg (828 m), Hinderzüne (845 m), Äbnit (858 m) und Ried (870 m). Daneben gibt es zahlreiche Häusergruppen und Einzelgehöfte. Vom gesamten Gemeindeareal von 681 ha wird 71,8 % landwirtschaftlich genutzt. Weitere 17,9 % sind von Wald und Gehölz bedeckt und 10,6 % Siedlungsfläche.
Unterlangenegg grenzt im Westen an Fahrni, im Norden an Buchholterberg, im Osten an Oberlangenegg und im Süden an den Ortsteil Buchen der Gemeinde Horrenbach-Buchen.

## Bevölkerung
Ende 2005 zählte der Ort 912 Einwohner.

### Sprachen
Die Bevölkerung spricht im Alltag eine hochalemannische Mundart, die zu den Dialekten des Berndeutschen gehört. Bei der letzten Volkszählung im Jahr 2000 gaben 97,95 % Deutsch, 0,54 % Serbokroatisch und 0,43 % Arabisch als Hauptsprache an.

### Religionen – Konfessionen

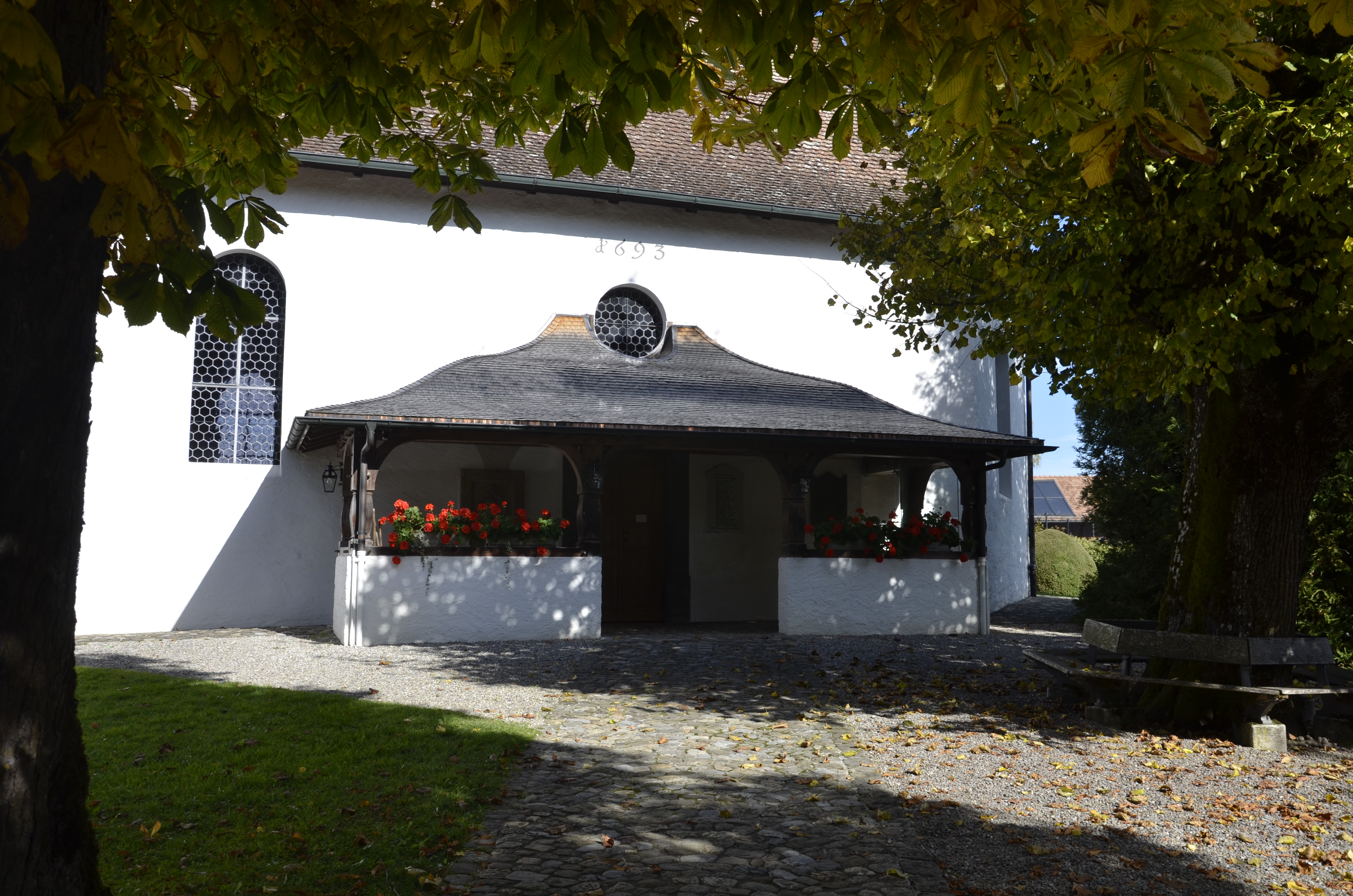
Eingang zur Kirche Schwarzenegg

In  früheren Zeiten gehörte die gesamte Bevölkerung der Evangelisch-reformierten Landeskirche an. Durch Zuwanderung aus anderen Regionen der Schweiz und dem Ausland sowie Kirchenaustritte hat sich dies geändert. Im Jahr 2000 waren 89,43 % evangelisch-reformierte, 3,67 % römisch-katholische und 0,65 % orthodoxe Christen. Daneben fand man 3,13 % Konfessionslose. 2,91 % der Einwohner machten keine Angabe.

### Herkunft – Nationalität
Anfang 2005 waren von den 917 Einwohnern 904 (= 98,58 %) Schweizer Bürger. Bei der letzten Volkszählung gab es neben 97,84 % Schweizer Staatsangehörigen – davon neun Doppelbürger – Zugewanderte vor allem aus Deutschland, Serbien-Montenegro, Afrika und Frankreich.

## Politik
Gemeindepräsident ist Michael Graf (Stand 2025).
Die Stimmenanteile der Parteien anlässlich der Nationalratswahl 2023 betrugen: SVP 52,6 % (−9,3 %), EVP 7,3 % (+2,6 %), EDU 6,8 % (+4,3 %), SP 6,6 % (+2,0 %), Mitte 6,0 % (−1,8 %), glp 5,5 % (−0,5 %), GPS 5,3 % (−0,1 %), FDP 3,4 % (+0,9 %).

## Verkehr
Die Gemeinde ist durch die Buslinien 41 (Thun–Innereriz Säge), 42 (Thun–Schwarzenegg–Heimenschwand) und 43 (Thun–Heimenschwand) der STI an das Netz des öffentlichen Verkehrs angeschlossen.
Die Gemeinde liegt an der Schallenbergstrasse von Thun ins Entlebuch. Der nächstgelegene Autobahnanschluss ist Thun-Nord an der A6.

## Abwasser
Zur Reinigung des Abwassers wurde die Gemeinde an die ARA Thunersee in der Uetendorfer Allmend angeschlossen.

## Sport
Der Unihockey Club Unterlangenegg (UHCU) wurde 1994 gegründet. Nach Jahren des stetigen Wachstums fusionierte er am 1. Mai 2010 mit den Heimenschwand Flyers zum neuen Verein UH Zulgtal Eagles. Dieser hat 5 Herren-, 2 Damen- und 11 Nachwuchsteams. Die 1. Mannschaft der Damen spielt in der 1., die der Herren in der 2. Liga.

## Persönlichkeiten
- Ulrich Ochsenbein (1811–1890), Bundesrat von 1848 bis 1854
- Thomas Stauffer (* 1970), Alpinskitrainer
- Beat Gerber (* 1982), Eishockeyspieler (Verteidigung) beim SC Bern und in der Nationalmannschaft
- Oesch’s die Dritten, Volksmusikgruppe
- Karl Lennart Oesch (1892–1978), finnischer Generalstabschef und Heeresführer, heimatberechtigt in Unterlangenegg bis 1921
- Samuel Krähenbühl (* 1977), Grossrat (SVP)